# Шталаг 355
Шталаг 355 (нем. Stalag 355) — немецкий лагерь для военнопленных периода Второй мировой войны, в разное время располагавшийся в Украине и в Германии.
Был создан в январе 1942 года в Проскурове и находился там до ноября 1943 года. С января по март 1944 года располагался в Дюрене (земля Северный Рейн-Вестфалия), затем переведён к д. Эрбке в Нижней Саксонии, где действовал до июня 1944 года.

## 1942—1943
Лагерь первоначально располагался в предместье Проскурова Раково на территории бывшего военного городка. По периметру он был обнесён колючей проволокой и разбит на квадраты, между которыми было оставлено пространство для проезда повозок. Штрафной изолятор отделялся от общей зоны лагеря двумя рядами колючей проволоки и охранялся отдельной командой. По описанию прошедшего через лагерь младшего лейтенанта Дмитрия Небольсина, «на территории лагеря всё оставалось по-прежнему, как до войны: добротные казармы, аккуратные аллеи, дорожки, площадки с турниками и брусьями, подвесные умывальники, рассчитанные на разовый прием десятков людей — не было только травы, она исчезла, её до самых корешков и даже с корнями вырвали и съели пленные, обнажив утрамбованную тысячами ног землю. День в лагере казался годом, мысли все время были заняты ожиданием перемен и жратвы» .
Кормили пленных дважды в день: утром выдавали около 100 граммов суррогатного хлеба, в обед — черпак баланды. Баланда готовилась из немытых овощей, собранных на соседнем поле, что привело к эпидемии дизентерии, унёсшей жизни большого числа военнопленных . Из-за антисанитарных условий и огромного количества вшей в лагере начал свирепствовать и сыпной тиф .
Некоторое время в лагере содержались евреи, вывезенные затем для уничтожения.
В качестве обслуживающего персонала в лагере работали полицаи, для охраны лагеря были также задействованы румынские солдаты.
В настоящее время на месте расположения шталага установлен монумент в память о жертвах нацизма, погибших в лагере.